# یان دی بوئر
یان دی بوئر (هلندی: Jan de Boer; ۲۹ اوت ۱۸۹۸ – ۳۰ ژوئن ۱۹۸۸) بازیکن فوتبال اهل هلند بود.
از باشگاه‌هایی که در آن بازی کرده‌است می‌توان به باشگاه فوتبال آژاکس آمستردام اشاره کرد.
وی همچنین در تیم ملی فوتبال هلند بازی کرده‌است.